# إندربي لاند

موقع إندربي لاند (بالأحمر)، الإقليم الأسترالي في القارة القطبية الجنوبية

إندربي لاند هي مساحة أرضية بارزة في القارة القطبية الجنوبية. تمتد من نهر شنان الجليدي في حوالي67°55′S 44°38′E / 67.917°S 44.633°E إلى خليج ويليام سكورسبي في67°24′S 59°34′E / 67.400°S 59.567°E تقريبًا. وقد وثقت لأول مرة في الأدب الغربي والشرقي في فبراير 1831 من قبل جون بسكو على متن صائد الحيتان بريج تولا، والذي سمي على اسم الإخوة إندربي من لندن.

## روابط خارجية
- الدليل الأسترالي لأنتاركتيكا
- هيئة المسح الجيولوجي الأمريكية ، نظام معلومات الأسماء الجغرافية (GNIS)
- اللجنة العلمية لأبحاث القطب الجنوبي (SCAR)
- خريطة PDF لإقليم أنتاركتيكا الأسترالي